# Institut de Neurociències
L'Institut de Neurociències és un centre d'investigació públic, de titularitat mixta entre el Consell Superior d'Investigacions Científiques (CSIC) i la Universitat Miguel Hernández (UMH), dedicat a la recerca del desenvolupament, l'estructura i el funcionament del sistema nerviós, tant en condicions normals com patològiques.
Va ser creat formalment al febrer de 1990 per decret de la Generalitat Valenciana, com un Institut Universitari. Això va representar l'estructuració formal d'un grup de científics d'aquesta Universitat que havia vingut desenvolupant des de 1985 una extensa labor científica en l'estudi de l'estructura i funció del sistema nerviós. La seua vinculació amb el CSIC es va iniciar com una Unitat Associada de l'Institut de Neurobiologia Ramón y Cajal del CSIC i el 1999, l'Institut es va constituir com a Centre Mixt Universitat-CSIC, a través d'un conveni signat a tal fi per la Universitat Miguel Hernández i el Consell Superior d'Investigacions Científiques. La seua seu actual es troba al campus de Sant Joan d'Alacant (l'Alacantí) de la UMH.